# Auguste Jacot (homme politique)
Pour les articles homonymes, voir Jacot.
Auguste Jacot est un homme politique français né le 3 décembre 1884 à Beaune (Côte-d'Or) et décédé le 17 juin 1953 à Beaune.

## Biographie
Avocat à Dijon et à Beaune en 1903, il préside, après la guerre, l'association mutuelle des mutilés et réformés de guerre de Beaune. Conseiller général du Canton de Beaune-Sud de 1919 à 1937, il est conseiller municipal de Beaune de 1919 à 1935 et député de la Côte-d'Or de 1932 à 1936, inscrit au groupe de la Gauche radicale.

## Sources
- « Auguste Jacot (homme politique) », dans le Dictionnaire des parlementaires français (1889-1940), sous la direction de Jean Jolly, PUF, 1960 [détail de l’édition]
- Ressource relative à la vie publique :   - Base Sycomore